# جورج ووكر (سياسي)
جورج ووكر (بالإنجليزية: George Walker)‏ هو محامي وسياسي أمريكي، ولد في 1763 في الولايات المتحدة، وتوفي في 19 أغسطس 1819 في نفس البلد. حزبياً، نشط في الحزب الجمهوري الديمقراطي. وقد انتخب عضو مجلس الشيوخ الأمريكي.